# Ioan Rus
Ioan Rus (21 febbraio 1955) è un politico rumeno.
Membro del Partito Social Democratico, è stato ministro dell'interno da dicembre 2000 a giugno 2004 e, nuovamente, da maggio ad agosto 2012, quando si è dimesso all'indomani del referendum del 2012.
Nel giugno 2014, in seguito alle dimissioni di Dan Șova, è stato indicato come ministro dei trasporti. Nel giugno 2015, tuttavia, fu protagonista di una polemica in relazione ad un suo commento riguardante i lavoratori rumeni che erano emigrati in Europa occidentale. Ha affermato che con un ipotetico stipendio mensile di 1.500 euro, «i loro figli diventano teppisti a casa e le loro mogli si trasformano in puttane». In seguito alle sue dichiarazioni Rus ha successivamente presentato le proprie dimissioni.

## Biografia

### Formazione e attività professionale
Dopo aver conseguito la laurea in ingegneria meccanica nel 1984 presso l'Università Tecnica di Cluj-Napoca, ha iniziato la carriera universitaria raggiungendo, dieci anni dopo, il titolo di dottore.

### Carriera politica

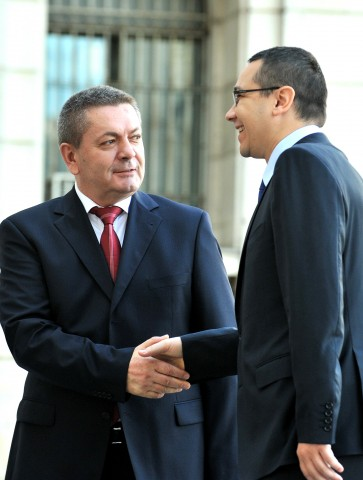
Ioan Rus con Victor Ponta

Militante nell'Unione dei Giovani Comunisti (UTC) sotto il regime comunista, nel 1994 aderì al Partito della Democrazia Sociale di Romania (dal 2001 Partito Social Democratico). Prefetto del distretto di Cluj nel 1996, fu eletto presidente del consiglio del distretto nel giugno 2000. Si dimise da questa posizione quando, il 28 dicembre dello stesso anno, fu nominato Ministro dell'interno nel governo del primo ministro socialdemocratico Adrian Năstase..
Con il rimpasto del 19 giugno 2003, che riorganizzò le attribuzioni ministeriali, ampliò la propria area di competenza, diventando ministro dell'interno e della pubblica amministrazione. L'11 marzo 2004 viene anche indicato come Ministro di Stato, responsabile per le questioni sociali.
Candidatosi alla carica di sindaco di Cluj-Napoca in occasione delle elezioni locali del 2004, al primo turno del 6 giugno ottenne il 40,2% dei voti, contro il 33,1% del candidato del Partito Democratico (PD) Emil Boc. Al ballottaggio del 20 giugno, però, cedette al rivale, che ottenne il 56,3% e fu investito nuovo primo cittadino del centro transilvano.
Ritornò al governo con i socialdemocratici il 7 maggio 2012 ricoprendo la carica di Ministro dell'amministrazione e degli interni del governo Ponta I. Si dimise, tuttavia, il 6 agosto successivo.
Il 24 giugno 2014, divenne ministro dei trasporti del governo Ponta III. Si dimise l'11 giugno 2015 dopo aver dichiarato che i bambini e le mogli dei rumeni che andavano all'estero a lavorare erano "teppisti" e "puttane".
Nel 2018 annunciò il suo passaggio al partito PRO Romania di Victor Ponta.